# Gannett
Gannett Co., Inc. (/ ɡəˈnɛt /) è una holding di mass media statunitense con sede a McLean, in Virginia, nell'area metropolitana di Washington. È il più grande editore di giornali degli Stati Uniti in base alla distribuzione giornaliera totale.

## Descrizione
Possiede il quotidiano nazionale USA Today così come diversi giornali locali tra cui il Detroit Free Press; The Indianapolis Star; The Cincinnati Enquirer; The Florida Times-Union a Jacksonville, Florida; The Tennessean a Nashville, Tennessee; The Daily News Journal, a Murfreesboro (Tennessee); The Courier-Journal a Louisville, Kentucky; il Democrat and Chronicle a Rochester, New York; The Des Moines Register; il El Paso Times; The Arizona Republic a Phoenix, Arizona; The News-Press a Fort Myers, Florida; il Milwaukee Journal Sentinel e il Great Falls Tribune a Great Falls, Montana.
Nel 2015 Gannett si è divisa in due società quotate in borsa, una dedicata ai giornali e all'editoria e l'altra alle trasmissioni televisive. La seconda ha preso il nome di Tegna Inc., e possiede circa 50 emittenti televisive. La società di giornali ha ereditato il nome Gannett. La scissione è stata strutturata in modo che Tegna sia il successore legale del vecchio Gannett, mentre il nuovo Gannett è uno spin-off.
Nel novembre 2019 GateHouse Media si è fusa con Gannett creando il più grande editore di giornali negli Stati Uniti, che ha adottato il nome Gannett. Mike Reed è stato nominato amministratore delegato. Attraverso una serie di società di investimento Gannett è parzialmente di proprietà del conglomerato giapponese Softbank.